# Stokersverlaat
Stokersverlaat is een sluis in de Opsterlandse Compagnonsvaart in Appelscha. De sluis is gebouwd in 1817, de huidige stenen sluis is van 1890. Het verval is 1,98 meter. De sluis wordt nog volledig met de hand bediend.
In de volksmond heet hij de sluis bij café Hulst. De sluiskolk staat, als hij niet gebruikt wordt, vol. Naast de sluis staat een elektrische brug. Aan de benedenzijde van de sluis staat een stuwklep, die de waterstand in het achterliggende pand automatisch regelt.
Tegen de sluis aan ligt een beweegbare brug.
Damsluis · 
Bovenstverlaat · 
Stokersverlaat · 
Fochteloërverlaat · 
Nanningaverlaat · 
Wijnjeterpverlaat · 
Hemrikerverlaat ·
Vosseburenverlaat · 
Gorredijk